# Подхайски, Алоис
Алоис Подхайски (нем. Alois Podhajsky; 24 февраля 1898 — 23 мая 1973) — австрийский военный, призёр Олимпийских игр.
Алоис Подхайски родился в 1898 году в Мостаре (Австро-Венгрия). После Первой мировой войны стал офицером австрийской армии, после продемонстрированных успехов в обращении с лошадьми был переведён из пехоты в кавалерию, учился в Придворной школе верховой езды. В 1933—1934 годах прошёл обучение в знаменитой Испанской школе верховой езды в Вене. В 1936 году на Олимпийских играх в Берлине завоевал бронзовую медаль в выездке.
1 марта 1939 года Алоис Подхайски стал директором Испанской школы верховой езды. В годы Второй мировой войны, чтобы спасти школу и ценных лошадей липпицианской породы от бомбардировок, Подхайски организовал вывоз имущества и личного состава в Верхнюю Австрию. В конце войны ему удалось заручиться покровительством американского генерала Джорджа Паттона, и на оккупированной территории имущество Школы оказалось под покровительством американского командования; в 1955 году Школа была возвращена в Вену.
События, связанные со спасением лошадей, впоследствии были описаны Алоисом Подхайски в книге, и экранизированы. Роль Подхайски в фильме «Чудесное спасение белых скакунов» исполнил Роберт Тейлор.